# Antonis Samaras
Antonis Samaras (græsk: Αντώνης Σαμαράς) (født 23. maj 1951 i Athen) er en græsk politiker, der var Grækenlands premierminister fra den 20. juli 2012 til den 26. januar 2015. Han var finansminister fra juli til oktober 1989, udenrigsminister fra 1989 til 1990 og fra 1990 til 1992. Desuden var han kulturminister fra januar til oktober 2009. Han var leder af partiet Nyt Demokrati fra 2009 til 2015.

## Politisk karriere

### Udenrigsminister
Samaras er en ivrig modstander af at ordet Makedonien indgår i den Tidligere Jugoslaviske Republik Makedoniens navn og forlod Mitsotakis' regering i 1992 på grund af indvendinger mod dens politik. Han er ligeledes en ivrig modstander af forhandlinger med (den Tidligere Jugoslaviske Republik) Makedonien.

### Medlem af EU-Parlamentet
Samaras var fra 2004 medlem af Europa-parlamentet for det Europæiske Folkeparti. 

### Kulturminister
Fra 8. januar 2009 var han minister igen, denne gang kulturminister.
Efter Antonis Samaras' mening, vil den Tidligere Jugoslaviske Republik Makedonien i fremtiden ikke overleve som selvstændig nation. Tillige siger han, at EU ikke vil kunne påtvinge Grækenland at anerkende dette lands forfatningsnavn: "Republikken Makedonien".

### Formand for Nyt Demokrati
I 2009 blev Antonis Samaras formand for partiet Nyt Demokrati. Hans forgænger på posten var Kostas Karamanlis. Han var formand indtil 2015, da han blev afløst af to midlertidige formænd: Vangelis Meimarakis og Ioannis Plakiotakis og i januar 2016 blev Kyriakos Mitsotakis valgt til ny formand.

### Statsminister
Efter valget i juni 2012 blev Antonis Samaras statsminister i Regeringen Antonis Samaras, der bestod af Nyt Demokrati, PASOK og Demokratiske venstre. Antonis Samaras blev indsat i embedet som statsminister, da han aflagde ed på forfatningen den 20. juli 2012. Han var statsminister indtil 26. januar 2015.